# Anushka Sharma
Anushka Sharma (phát âm [əˈnʊʂkaː ˈʃərmaː]; sinh ngày 1 tháng 5 năm 1988) là một nữ diễn viên điện ảnh và sản xuất phim Ấn Độ. Cô đã thành lập sự nghiệp của mình tại Bollywood, và là người nhận được một giải thưởng Filmfare Award từ bốn đề cử.
Sinh ra trong Ayodhya và lớn lên ở Bangalore, Sharma đã bắt đầu bằng nghề người mẫu cho nhà thiết kế thời trang Wendell Rodricks vào năm 2007 và chuyển đến Mumbai để theo đuổi sự nghiệp người mẫu. Sau một buổi thử diễn thành công ở Yash Raj Films, cô đã ký một hợp đồng đóng ba bộ phim với các nhà sản xuất và xuất hiện lần đầu trên màn ảnh với vai phản diện Shah Rukh Khan trong Rab Ne Bana Di Jodi(2008). Bộ phim đã được công chúng đón nhận nồng nhiệt, cho cô một đề cử cho Filmfare Award cho Nữ diễn viên xuất sắc nhất. Hai vai diễn tiếp theo của cô cũng theo các banner Yash Raj Films - Badmaash Company (2010), một cô gái tội phạm này đã giành được đánh giá khác nhau, và Band Baaja Baaraat (2010), một bộ phim hài lãng mạn mà mang về cho cô một đề cử thứ hai cho giải thưởng Filmfare cho Nữ diễn viên xuất sắc nhất

## Tiểu sử
Sharma sinh ngày 1 tháng 5 năm 1988 ở Ayodhya, Uttar Pradesh.. Cha của cô, Đại tá Ajay Kumar Sharma, là một sĩ quan quân đội, và mẹ cô, Ashima Sharma, là một người nội trợ. Cha cô là một người gốc bang Uttar Pradesh, trong khi mẹ cô là một người Garhwali. cô có một người anh trai, Karnesh Sharma, người đang ở trong hải quân Merchant. Trước khi gia nhập Hải quân Merchant, Karnesh chơi cho đội cricket Bangalore Ranji dưới 19 tuổi.